# Fusil automatique Charlton
Le fusil automatique Charlton est une conversion en mode automatique du fusil Lee–Enfield, conçu par le Néo-zélandais Philip Charlton en 1941 comme substitut du Bren et des mitrailleuses légères Lewis dont le manque était chronique à l'époque.

## Conception
Les modèles originaux de fusils automatiques Charlton ont été convertis à partir de fusils Lee–Metford obsolètes et de chargeurs de fusils Lee–Enfield datant du début de la guerre des Boers. Ils ont été conçus pour une utilisation en tant que fusil semi-automatique tout en conservant le mode automatique pour une utilisation en cas d'urgence. ils pouvaient utiliser les chargeurs 10 coups Lee–Enfield ainsi que des chargeurs Bren 30 coups modifiés.
En France ce type d'arme est appelé fusil-mitrailleur et est habituellement destiné à de courtes rafales tirées 'à la hanche' ou en appui du canon sur un support (bipied, trépied - principalement pour les tirs anti-aériens, muret, remblai, ...).

## Versions
Il y avait deux versions des fusils Charlton : la version néo-zélandaise, qui avait été conçue et fabriquée par Charlton Motor Workshops à Hastings, et une version produite en Australie par Electrolux, utilisant le SMLE Mk III* pour la conversion. Les deux modèles différaient sensiblement dans leur aspect extérieur (parmi d'autres choses, la version néo-zélandaise avait une poignée pistolet à l'avant et un bipied, tandis que l'australienne n'en avait pas, ce qui la rendait plus légère et d'une apparence plus finie), mais les deux avaient le même mécanisme de fonctionnement.
Environ 1 500 fusils automatiques Charlton ont été fabriqués en Nouvelle-Zélande et presque tous ont été détruits dans un incendie accidentel à l’entrepôt de stockage de Palmerston North peu de temps après la fin de la Seconde Guerre mondiale.

## Exemplaires restants
Un fusil automatique Charlton (modèle avec poignée) fabriqué en Nouvelle-Zélande existe à l'Imperial War Museum à Londres. Un autre est présenté au Waiouru Army Museum en Nouvelle-Zélande. Un dernier est exposé à l'Army Museum de Bandiana en Australie.